# Convento de Santo António (Chamusca)
O Convento de Santo António encontra-se situado perto da saída norte da vila da Chamusca, próximo da ponte metálica que a liga à Golegã, na atual freguesia de Chamusca e Pinheiro Grande.
Este convento franciscano foi fundado no século XVI e extinto em 1834, sendo actualmente propriedade privada.
O antigo convento está atualmente adaptado a unidade hoteleira.

## História
O convento foi fundado em 1519 pelo Rei D. Manuel I, num local em que já existia uma ermida votiva a Santo António. O lugar da edificação do convento era então um ermo, situado junto ao Tejo, em que os frades poderiam desfrutar de um certo isolamento e de alguma solidão. A arquitectura inicial do edifício conventual era muito modesta, apresentando dormitórios térreos, paredes de taipa e uma igreja de reduzidas dimensões.
Apesar da pobreza do edifício, o convento muito agradou a D. Manuel, que o visitou numa das muitas ocasiões em que foi hóspede de D. João da Silva no seu solar da Chamusca. De facto, e para que de todos se visse que, assim pobre e desprezível, o tinha em maior preço do que se fora muito sumptuoso, este rei autorizou o uso ornamental das suas armas e da esfera armilar, sendo ainda reservada uma enfermaria no Hospital de Santarém para o internamento de algum frade doente.
O convento foi incorporado na Ordem Franciscana logo em 1520, pelo Papa Leão X, tendo inicialmente ficado ao serviço dos frades da recolecção. Mais tarde, em 1568, o convento passou para a Província de Santo António, dos observantes.
O edifício foi, ao longo do tempo, sofrendo várias alterações e ampliações, apesar de só dois séculos depois sofrer a intervenção que o ampliaria em altura, e na qual seriam também forradas as celas e construídas a enfermaria e o coro. Outras obras mais vastas seriam efectuadas na sequência dos quatro incêndios que o edifício sofreu no século XVII (17 de Setembro de 1607, numa data imprecisa após a aclamação de D. João IV, 25 de Setembro de 1695 e 13 de Setembro de 1696, respectivamente). De todos estes incêndios, aquele que provocou mais danos foi justamente o último, no qual arderam os dormitórios, a cela sobre a sacristia, a enfermaria e todo o primeiro andar até à porta do coro.
Ao longo da sua existência, várias figuras exteriores ao convento foram nele inumadas, das quais há a destacar D. Aleixo de Menezes, aio de D. Sebastião, em 1569 na Sala do Capítulo. Foram ainda sepultados no convento dois filhos do Infante D. Duarte, Luís António Salter de Mendonça, almoxarife da Casa das Rainhas e capitão-mor de Ulme (em 1773) e o Dr. Luís da Fonseca e Matos (em 1816).
O convento seria extinto a 30 de Maio de 1834, pelo decreto de extinção das ordens religiosas masculinas em Portugal, sendo o edifício então incorporado na Fazenda Nacional. Ainda no mesmo ano, é vendido em Santarém, em hasta pública, a José Maria Cardoso. Mais tarde, o edifício seria herdado pela sua filha, D. Maria Amália Cardoso, que por sua vez o venderia em 1866 ao Padre Joaquim Luís que aqui disse missa até à sua morte, em 1925. A biblioteca do convento – a parte que havia sobrevivido aos ataques das autoridades liberais após a extinção – foi então oferecida ao Padre Francisco Lacerda, mais tarde Bispo de Angra, mantendo-se na Igreja Matriz da Chamusca até 1867, quando foi vendida ao quilo a Manuel Vaz Monteiro pela Junta de Paróquia. O paradeiro do acervo da biblioteca deste convento é desconhecido na actualidade.
Já no século XX, o edifício conventual atravessaria uma época negra de destruição e de delapidação, que começou quando em 1926 é herdado por Joaquim Morgado, sobrinho do anterior proprietário. A igreja do convento é então profanada, sendo transformada numa estrebaria, com os seus azulejos retirados e vendidos a José Relvas, juntamente com os da sacristia e do claustro. Ainda a José Relvas, foram também vendidos o arco tumular de D. Aleixo de Menezes, que actualmente se encontra na Casa dos Patudos, as esferas armilares que ornamentavam a frontaria, a carranca do jardim e algumas imagens. A António Belard da Fonseca foram vendidos os azulejos e o altar de uma capela que dava para o claustro, que este colocou na sua capela particular, a Capela de Nossa Senhora da Conceição, situada no centro da Chamusca. Ao Dr. Joaquim Isidro dos Reis foi vendido o cadeiral do coro, que este colocou na Capela da Quinta dos Arneiros, situada não muito longe do convento. Para além destas peças, foram ainda então vendidas uma fonte decorada com um painel de azulejos representando a Samaritana, uma coroa manuelina que estava na igreja e um baldaquino em teca. O edifício foi-se arruinando, tendo-se desmoronado a maior parte da ornamentação exterior que possuía e a varanda alpendrada.
Esta fase de destruição só cessaria com a venda do edifício a D. Maria Amélia Vaz Monteiro Gomes, que por sua vez o vendeu ao Engenheiro Carlos do Amaral Netto. Este último proprietário, na família do qual ainda se encontra a posse do convento, iniciou vastas obras de restauro e de conservação, que procuraram restituir a traça original ao edifício à medida que o adaptavam a residência particular.

## Caracterização
Apesar de bastante alterado com as obras que sofreu no último século, o edifício conventual mantém ainda a maior parte da sua configuração original. O aspecto exterior do edifício é modesto, com uma arquitectura simples, destacando-se a frontaria da antiga igreja. A poente da fachada principal erguia-se uma varanda alpendrada.
O interior do convento incluía a igreja, ornamentada com azulejos e com um coro, a Sala do Capítulo, onde se realizavam as reuniões solenes (e que servia também de cemitério para os frades), a sacristia, o refeitório, a biblioteca e os dormitórios, com as características celas individuais. Junto à igreja, abre-se o claustro de dois pisos, dos quais o inferior dava acesso às salas comuns e o superior dava para as celas do dormitório. Para o claustro, abria-se ainda uma pequena capela revestida a azulejos, já referida anteriormente.
O rio Tejo passa ainda actualmente bastante próximo do local onde se ergue o convento. No entanto, à época da construção, o rio banhava o sopé da encosta, donde se foi gradualmente afastando com o decorrer do tempo. Neste local, existiam então dois pequenos desembarcadouros, conhecidos como Portos dos Frades – o Porto do Bugalho e o Porto do Cascalho.